# أوغنين ماتيتش
أوغنين ماتيتش (بالإنجليزية: Ognjen Matic)‏ هو لاعب كرة قدم ولاعب كرة يد أسترالي في مركز الدفاع، ولد في 21 أغسطس 1989 في سبليت في كرواتيا.